# Cotisant Solidaire
Un cotisant solidaire, ou cotisant de solidarité est, en France, une personne qui exploite une entreprise agricole dont l'importance est en dessous du seuil d'assujettissement fixé par la loi d'orientation agricole du 4 juillet 1980. Les conditions sont les suivantes :
- les supports de terres doivent avoir une superficie comprise entre un huitième et la moitié de la surface minimale d'installation (SMI) ;
- pour les activités connexes à l'agriculture, le travail doit être compris 150 et 1 200 heures par an.

En tant qu'exploitants agricoles, les cotisants solidaires versent leurs cotisations à la MSA, et peuvent vendre leurs productions agricoles. Cependant, n'entrant pas dans les critères, ils sont « sans statut » et ne bénéficient pas en retour de la protection sociale.  Ils doivent se reposer sur une couverture liée à un autre statut (salarié, retraité, chômeur, etc.) pour y avoir droit. 
L'assiette de cotisation pour la première année est de 100 SMIC.